# Стовба, Александр Иванович
Александр Иванович Сто́вба (1957—1980) — Герой Советского Союза, участник Афганской войны (1979—1989). Лейтенант, командир мотострелкового взвода 66-й отдельной мотострелковой бригады 40-й армии в составе ограниченного контингента советских войск в Демократической Республике Афганистан. После гибели также получил известность как поэт — автор стихов преимущественно военной тематики на русском языке. Как литератор посмертно был удостоен премии Ленинского комсомола.

## Биография
Родился 19 июля 1957 года в Днепропетровске. Вскоре семья переехала в Днепродзержинск, где его родители работали на коксохимическом заводе. 
Окончил 10 классов, интерес к литературе возник во время учёбы в школе. 
Неудачно пытался поступить в военное училище, после чего начал работать пожарным. 
В 1975 году поступил в Киевское высшее общевойсковое командное училище имени Фрунзе. 
5 сентября 1976 года подал заявление на прием в кандидаты в члены КПСС. После окончания кандидатского стажа, с 1978 года член КПСС. С января 1980 года лейтенант Стовба служил в Афганистане. Был командиром мотострелкового взвода в составе 66-й отдельной мотострелковой бригады. 29 марта 1980 года его взвод был окружён в районе населённого пункта Серан (провинция Кунар). Получив ранение в ногу, лейтенант Стовба остался прикрывать отход своего подразделения и погиб.
Указом Президиума Верховного Совета СССР за мужество и героизм, проявленные при исполнении воинского долга в республике Афганистан, лейтенанту Стовбе Александру Ивановичу присвоено звание «Герой Советского Союза» посмертно.
Похоронен на кладбище города Днепродзержинска.

## Литературное признание
Уже после своей смерти Александр Стовба получил известность как поэт. В 1981 году в Днепропетровске был издан первый сборник его стихов «Песня грозы сильней». В 1982 году вышел сборник в Москве. В 1984 году Стовба был посмертно принят в Союз писателей СССР.

## Награды и премии
- Герой Советского Союза (11.11.1990 — посмертно);
- орден Ленина (посмертно)[1];
- премия Ленинского комсомола (1987 — посмертно) за книги стихов «Земля рождается в огне» и «За тебя — в атаку!».

## Память
- В Днепродзержинске перед школой № 20, где он учился и которая носит его имя, открыт памятник поэту, его именем названы улицы в Днепродзержинске и Жёлтых Водах, школы на Днепропетровщине, ему посвящены стихотворения, о нём написаны книги, снят документальный фильм, появилась областная литературная премия имени Александра Стовбы.
- В честь Александра Стовбы назван детский оздоровительный лагерь «Аист» (Стовба подписывался инициалами АИСт) возле села Великая Гомольша Змиёвского района Харьковской области.
- В 1980—1990-х годах в окрестностях Днепродзержинска ежегодно проводились многодневные соревнования по спортивному ориентированию «АИСТ» памяти Александра Стовбы.